# Městské opevnění (Jičín)
Městské opevnění v Jičíně bylo zbudováno na počátku čtrnáctého století. Jediná písemná zmínka týkající se prvotního opevnění pochází z poslední čtvrtiny patnáctého století. V obvodu hradby je doloženo šest dřevěných bašt (věžiček) postavených na kůlech. Z pozdně gotického opevnění se dochovaly zbytky zdí za domy v ulici Čelakovského čp. 81–88 a na Valdštejnském náměstí čp. 89–94. Ve hmotě zadní části domu čp. 85 se  dochoval zbytek bašty. Další zbytek bašty též ve hmotě domu se zachoval v Židovské ulici za domem čp. 103. Zbytky opevnění lze vidět v ulici Boženy Němcové severozápadně od náměstí.
V polovině šestnáctého století zpustošily město velké požáry. Městské opevnění bylo budováno z kamene. Na severní a východní straně opevnění byla přistavěna parkánová zeď. Její zbytky se dochovaly například za domy v ulici Na Příkopech čp. 76, 87, 78. Parkánová zeď pokračovala ulicemi Jiráskovou, Tylovou a Novou. Hlavní zeď byla dokončena před rokem 1568. Koncem šestnáctého století byly dostavěny parkánové zdi. Městské opevnění tvořila kamenná hradba s baštami, třemi branami a dvěma brankami. Zachovala se pouze jedna, několikrát přestavovaná Valdická brána. Příkop hluboký více než šest metrů byl trvale zaplavován spodní vodou.
Raně barokní hradební zdi se dochovaly jižně od Valdické brány směrem k zámecké zahradě a k jihovýchodní baště. Pokračovaly ve zdech dolních stájí a jízdárny. Zůstala zachována část hradební zdi nacházející se za domy čp. 12–20 jižně od kostela svatého Ignáce a část hradby v ulici Na Hrádku, uzavírající Jezuitskou kolej.
Městské opevnění s Valdickou bránou je kulturní památka evidována v Ústředním seznamu kulturních památek České republiky.

## Historie
V nejstarších písemných zmínkách o městských hradbách se objevují zprávy o branách a šesti roubených baštách. Písemné zprávy o době jejich vzniku nejsou známy. Jejich stáří je možno odvodit z písemně podrobně doložené stavby opevňování kostela svatého Jakuba Staršího v letech 1432 – 1439. Příkop před hradbami byl patrně vykopán během stavby prvního opevnění podél celé vnitřní hradby a dosahoval hloubky až šest metrů a šířky čtrnáct metrů.

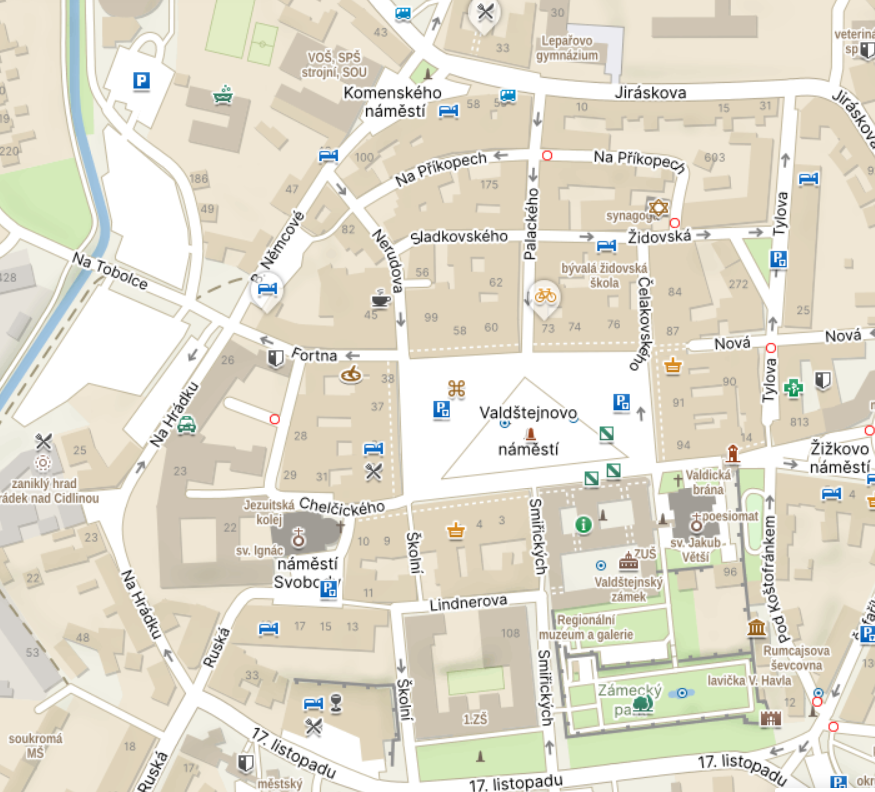
Výřez mapy Jičína s historickým centrem na mapy.cz, 2024

V průběhu šestnáctého století postihlo město několik velkých požárů, které poničily značnou část města. Trčkové z Lípy opevnili město kamennou hradbou. Hlavní hradba byla široká více než sto dvacet centimetrů a vysoká přes pět metrů. Opevnění na severní a východní straně bylo doplněno parkánovou hradbou, která vedla přibližně dvory domů v ulici Boženy Němcové, na Komenského náměstí, Jiráskově ulici a ulici Nové. Obranná síla hradeb byla posílena klíčovými střílnami (například za domem v Ruské ulici čp. 21) a baštami nepravidelně rozmístěnými. Zachovaly se v ulici Čelakovského za domem čp. 85 a v Židovské ulici čp. 103 a dvě hranolovité bašty za domy v ulici Sladkovského čp. 50 a druhá tzv. Kyselka v ulici Na hrádku čp. 24. Do města se vstupovalo třemi branami a dvěma menšími fortnami (Koželužskou a Hrnčířskou). Na východní straně byla postavena Valdická (Hradecká) brána, v jihozápadním směru Pražská (Velišská) brána a směrem na sever stála Holínská brána.
Městská hradba vedla jihozápadním směrem od Valdické brány. Část se dochovala ve zdi terasy zámecké zahrady. Pokračovala západním směrem. V dnešní ulici Smiřických stála Koželužská fortna, která byla zrušena během výstavby města probíhající v době Albrechta z Valdštejna. Za fortnou se ze souvislého pásu hradeb dochovaly pouze fragmenty v terase dvora základní devítileté školy (kulturní památka). Podoba zaniklé hradby byla zdokumentována v době Albrechta z Valdštejna a také na plánech z roku 1684 před počátkem stavby semináře.

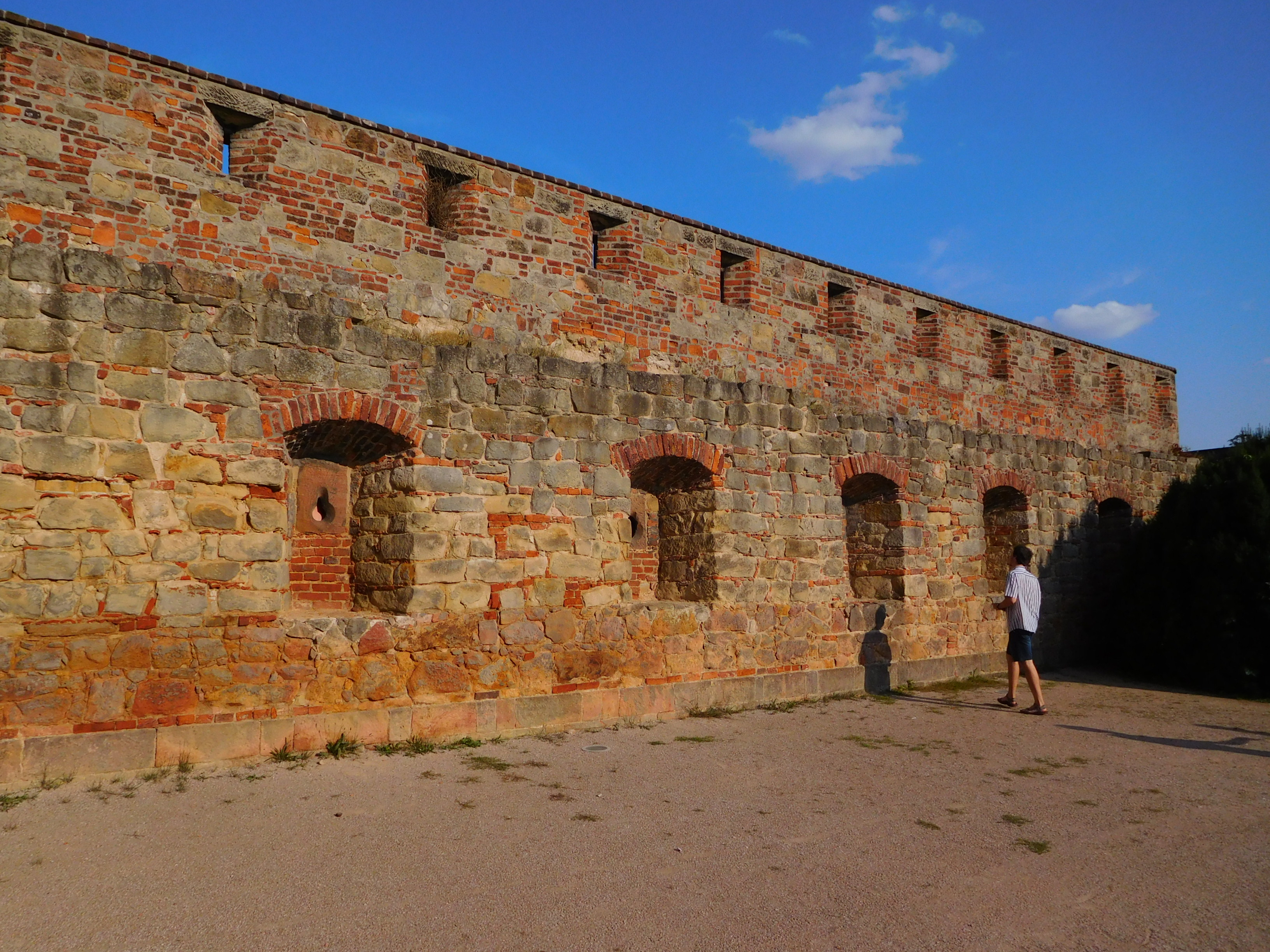
Zbytky hradeb

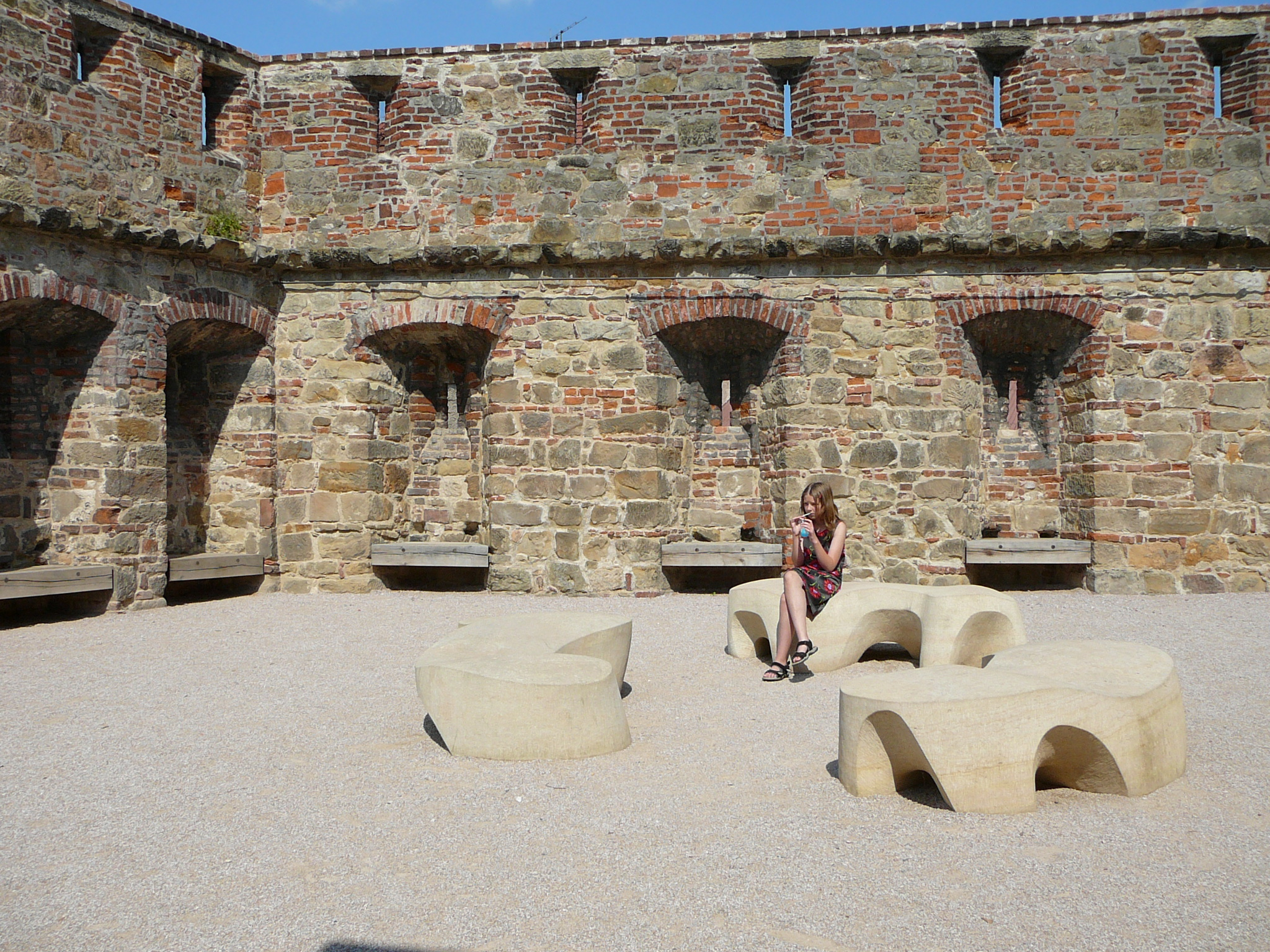
Panorama hradeb, zámecký park

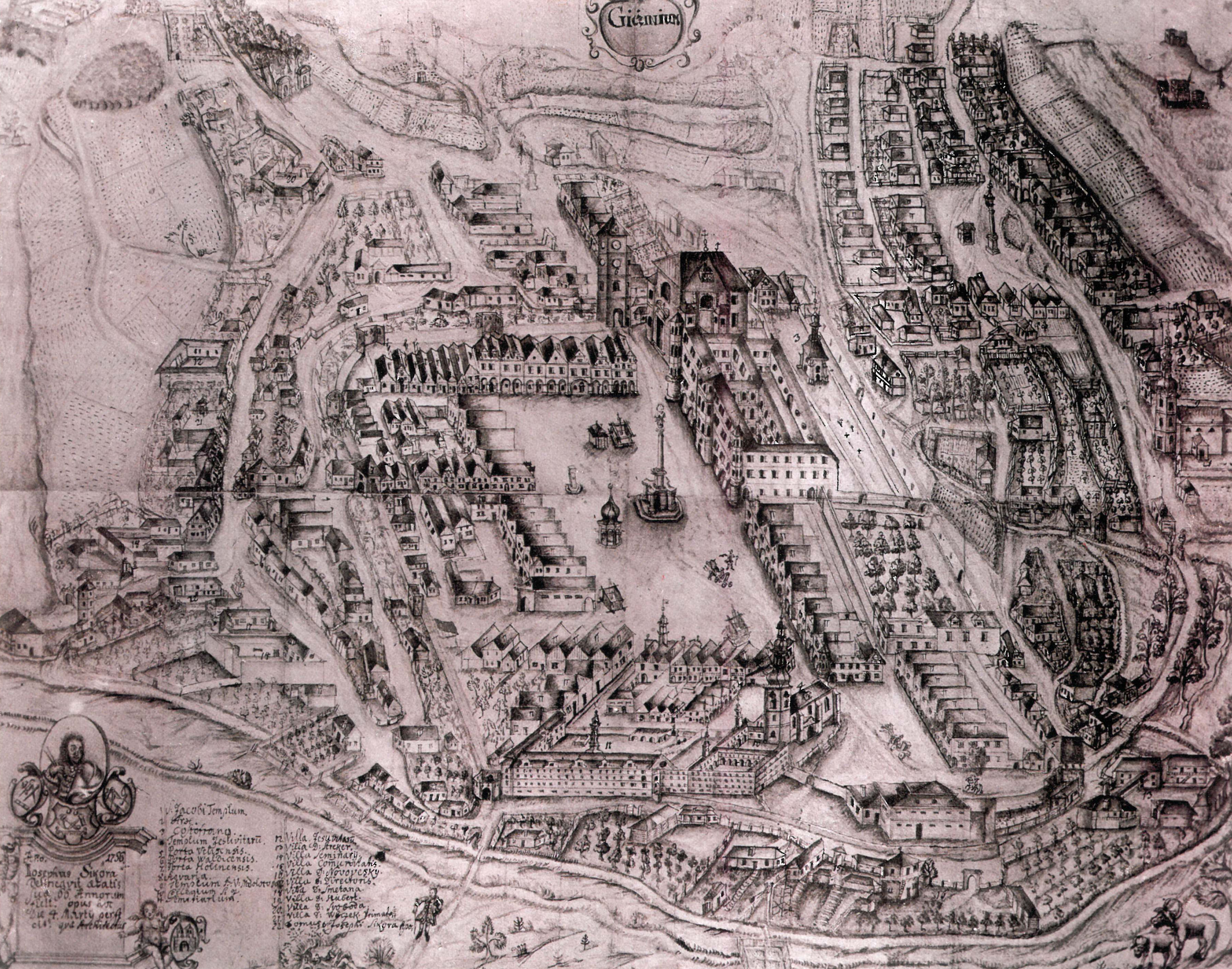
Josef Sikora, veduta Jičína, 1756

Zbytky hradeb lze nalézt ve zdech za zahradami domů v Lindnerově ulici a na náměstí Svobody. Při kopání základů nové školní budovy koncem devatenáctého století zde byla odkryta zavážka zrušeného městského příkopu z první třetiny sedmnáctého století. Úsek zdi nacházející se za domy čp. 12 – čp. 20 jižně od kostela svatého Ignáce je tvořen městskou hradbou. Její vnější strana byla rekonstruována v devatenáctém století.
Hradba pokračovala západním směrem, kde byla přerušena Pražskou bránou. Nově byla postavena v roce 1577 v místě Ruské ulice již zděná s dřevěným patrem. Zbytky východní zdi se dochovaly v čp. 40. Za branou pokračovala hradba k Hrnčířské fortně, nízké stavbě s půlkruhovým průchodem.
V sedmnáctém století byla část hradby zbořena při výstavbě jezuitského areálu (Jezuitská kolej, Jezuitské gymnázium a seminář). Pozůstatky hradby, která byla značně změněna dalšími úpravami, lze nalézt v bloku domů mezi ulicemi K Fortně a Nerudovou. Část je patrná za domem v Balbínově ulici čp. 27. Pozůstatek bašty v zadní stěně domu čp. 51 tvoří omítnutý přístavek s kuželovitou zdí. Prvky opevnění se nachází také v úseku mezi ulicemi Na Příkopech a Sladkovského, za domy čp. 50 – čp. 66. V Palackého ulici mezi domy čp. 66 a čp. 67 stávala Holínská brána. Byla postavena jako jednopatrová hranolovitá stavba s průjezdem, krytá valbovou střechou. Zbořena byla ve třicátých letech devatenáctého století.
Od Holínské brány vedla vnitřní hradba východním směrem k dnešní synagoze. V roce 1906 byla odstraněna část základu bašty včetně hradby, která obklopovala synagogu. V Židovské ulici čp. 103 se dochovala pouze východní část půdorysu půlválcové bašty. Za domem tvoří terasu dvorního přístavku. V ulici Čelakovského se dochovalo opevnění ve čtyřicetimetrovém úseku za domy čp. 81 – čp. 85. Síla zdi za domem čp. 81 dosahuje skoro jeden a půl metru a výška v průměru tři metry. Za domem čp. 82 byla horní část hradební zdi v délce čtyř metrů opravena se zachováním charakteru původního zdiva. Z velké části se dochovala půlkruhová bašta, jediná z celého opevnění, stojící za domem čp. 85. Šířka, stejně jako výška stavby dosahuje k šesti metrům. V devatenáctém století byla vnější stěna bašty v přízemí nahrazena obkladem z pískovcových kvádrů a patro získalo omítanou cihelnou plentu.
Poslední úsek hradby, který navazoval na Valdickou bránu, se zachoval za domy čp. 89 až čp. 94 v ulici Čelakovského a Valdštejnském náměstí.  Hradba je zde skryta pod omítkou nebo dodatečnými přístavky. Současná výška dosahuje kolem tří metrů. V zadní obvodové zdi domu na Valdštejnském náměstí čp. 89 a ve dvorní přístavbě sousedního domu čp. 90 lze nalézt zbytky trojúhelníkové bašty. V roce 1999 zde byl odkryt příkop hluboký šest a půl metru. Byl zavezen v roce 1632 při asanaci Valdického předměstí.

### Dokumentace opevnění

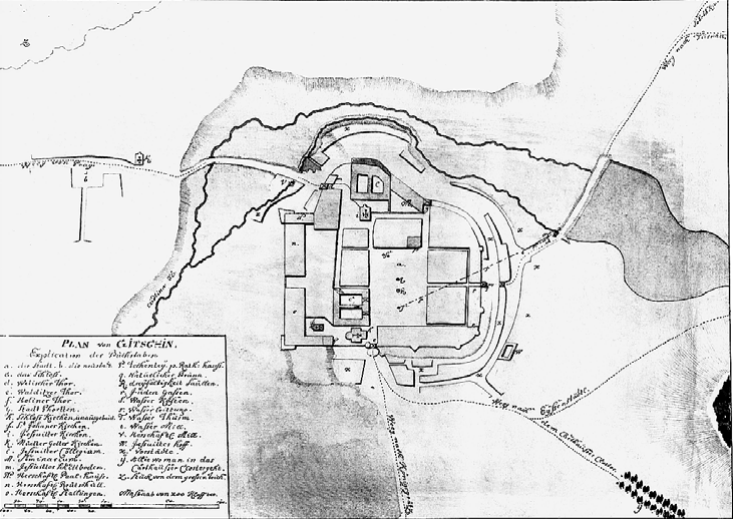
Jičín, plán města z roku 1743, Paul Wilhelm Ferdinand de Bohn

Vzhledem k zachovaným písemným pramenům lze rekonstruovat renesanční opevnění. Také je možné získat představu o opevnění města v patnáctém století. Konkrétní informace o ochraně města v době jeho založení nejsou známy. Obraz většiny chybějících částí městského opevnění lze doplnit díky množství ikonografické dokumentace. Městské opevnění poprvé zakreslil v roce 1633 Nicolo Sebregondi na nerealizovaném plánu rozšíření města Jičína. Zachovaly se i další dílčí plány, které měli sloužit k velkolepé přestavbě města v období Albrechta z Valdštejna. Z poloviny osmnáctého století se dochovala četná ikonografie, například plán z roku 1743 od Paula Wilhelma Ferdinanda de Bohna nebo axonometrický pohled z roku 1756 stavitele Josefa Sikory.